# 基本負載發電廠
基本負載發電廠（英語：base load power plant）是指各形式的發電廠中，能24小時持續滿足電網系統最低基本電功率需求的發電廠。這樣的最低電功率需求稱為基本負載電源，而生產基載電源的發電廠便稱為基本負載發電廠，亦可簡稱為基載電廠。
從過往的歷史來看，大型的輸電網路多有專門供應基載能源的發電廠設置，但主要為成本及系統操作上的考量，並沒有具體的技術要求說一定要設置基載發電廠。電網的穩定是建立在供用和用電的平衝，間歇型能源仍可以透過可調節發電技術互相搭配組合來滿足負載需求，如尖載發電廠，水力發電廠以及其他類型的發電廠。

## 敘述

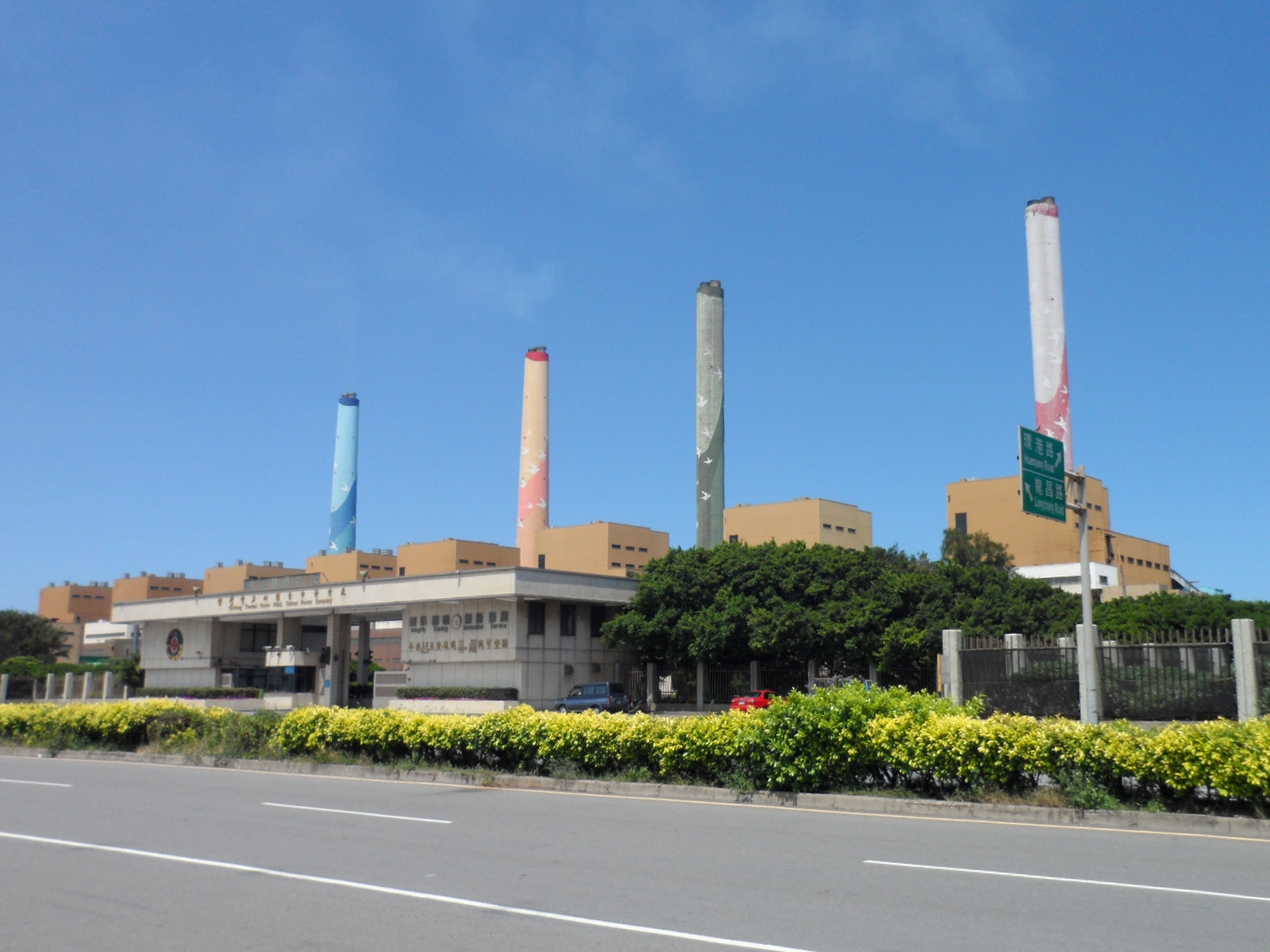
臺灣的基載發電廠，台電台中發電廠。

基載發電廠，是專門提供供電網路中，最低基本電功率的發電廠類型。這類型的發電廠會24小時以恆定的速率連續生產能源，以供給部分或所有給定區域供電網路的最低能源需求，通常基載發電廠的發電成本相較於同系統中的其他發電廠來的更低。  而基載發電廠也通常會採用燃料成本較低的，如火力發電廠中的燃煤發電或核能發電廠。並且一年四季都會不間斷的運轉，除非發電機組發生故障或是逢機組大修的週期才會停機。這些發電廠通常在高使用率時發電成本較低，並可以再與裝置複循環發電機組的發電廠做搭配使用，但這樣的搭配方式會使發電機組的啟動與停機時間增加個幾天。
在供電網路中的每座基載發電廠，都會收到電力調度中心配給到一定量的發電需求，來讓發電廠針對收到的定量進行發電。而要發多少基載電力，則需透過供電網路中的持續負載時間曲線分析來獲得。就經驗法則上來說，通常一個典型的供電系統，其基載電力的比重是系統一年最大負載的35%至40%左右。
當供電網路之負載到達用戶用電高峰期時，電力調度中心便會將較小型、反應快速、建置成本較低，但燃料成本較高的發電廠投入供電網路中滿足用電需求，通常這類型的發電廠都會裝置單循環氣渦輪發電機組。
在各類型的可再生能源之中，水力發電、地熱發電、沼氣發電、生質能發電、太陽熱能發電 以及 海水溫差發電 狀況許可下，也能夠身任基載發電的角色。而如果一區域所裝置的風力發電機組其平均發電效率如達到顯著的95%或更高，也可做為基載發電。風力發電理論效率為59%，一般風力發電容量因子在25-50%左右

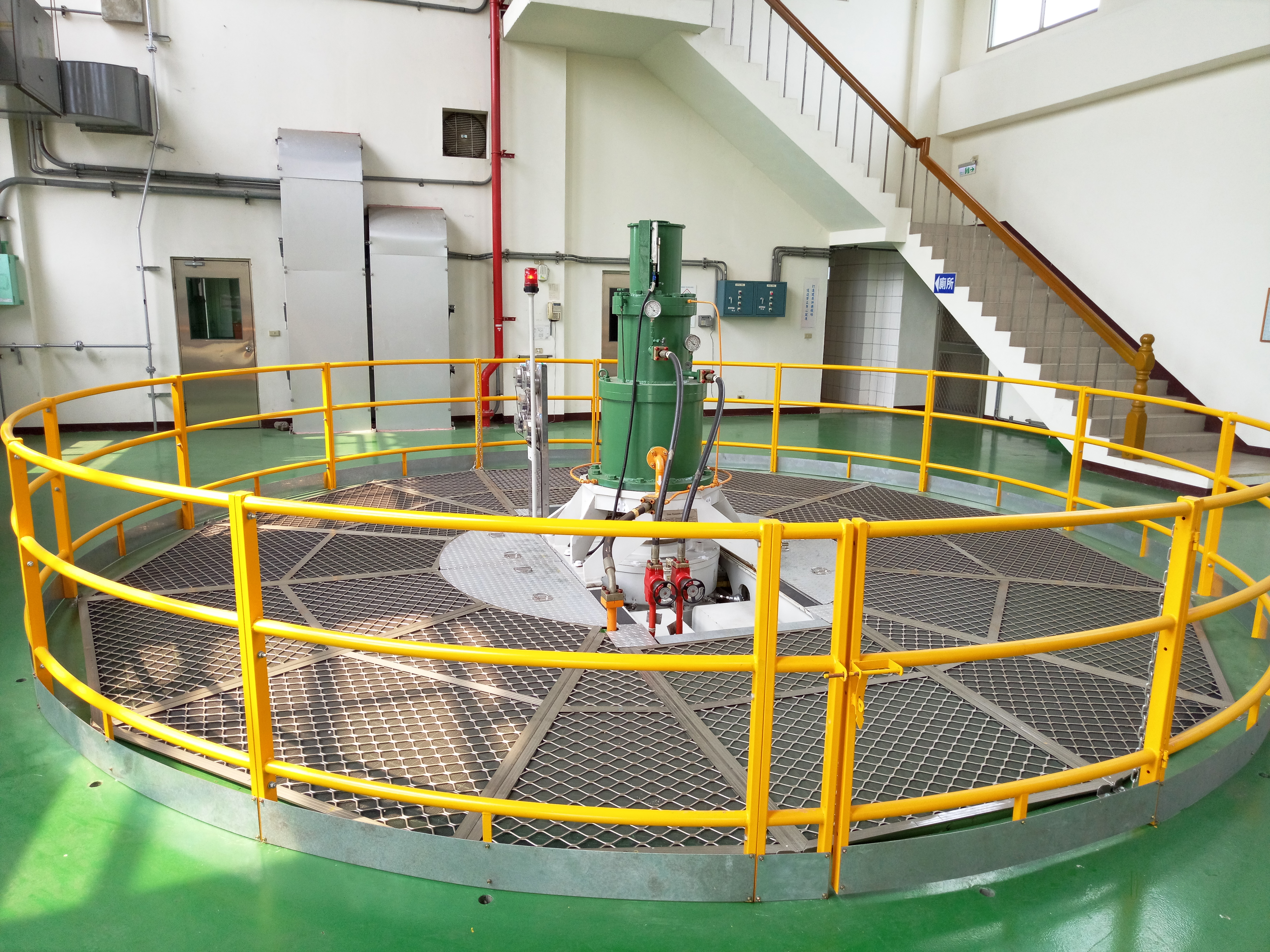
臺灣台電明潭發電廠濁水機組的發電機頂蓋，如水力發電廠水理環境許可下，也可做為基載發電廠不間斷運轉。

水力發電也擁有可調度能源的特性，但反過來說，水力發電廠所在之流域也有可能發生長時間乾旱的狀況，如水庫之蓄水量長期過低或是呆水位上，這使得發電廠僅能以低流量的方式運轉發電。

## 經濟
不同發電技術的發電成本結構不同，基本上可粗分為建置成本高，燃料及平均成本低（例如:核能發電）和建置成本低，燃料及平均成本低高（例如:燃氣發電）。為達到較低的發電成本，其固定負載（基載）由前者供應，可以使整體發電成本較低。由於電網是否穩定取決於供用和用電的平衝，須要尖峰負載發電廠隨著用電量而調整輸出。但其使用時間較少，一般會由建置成本低的後者來供應，以達到最低的整體發電成本。
就經濟層面上考量，一座基載發電廠所發出的基載電力會取決於發電效率、安全性以及燃料的低成本。它們在運轉上，並不會針對供電網路中的電力負載高低來改變其電力生產速率，因為恆定且持續的運轉對基載發電廠來說更具有經濟效益。當面臨用電高峰時，便會投入建置成本更高，最少使用的複循環發電機組或是氣渦輪發電機組以滿足負載需求，因為上述類型的機組可隨著負載的快速起伏來啟動或停止機組。基載發電機，如核能與燃煤，往往有非常高的建置成本與機組負載率，但相反的具有非常低的邊際成本。另一方面，中載或尖載的發電機，如天然氣，則與基載發電機相反，有相對於基載極低的建置成本與低機組負載率，並具有高邊際成本。通常基載發電廠的規模都會相當大，並會供應整體供電網路中大多都能共通的電功率。因此基載發電廠持續運轉以覆蓋到整體供電網路中基本的電功率需求時更具有經濟效益。

## 基載發電廠的使用
核能發電廠運轉時，如需進行動力輸出量的改變可能需要幾個小時，甚至是幾天的時間，不過現今已有一些設備更現代化的發電廠，如法國的核能發電廠能夠在正常的操作負載下，改變其發電量以滿足不同的用電負載。核能發電與燃煤發電通常具有較低的燃料成本由於這類型的發電會需要大量的時間將燃料升溫到工作溫度，這些發電廠通常需要乘載大量的基載能源需求。 不同的發電廠與不同的設備技術具有不同的調度能力來增加或減少發電量：核能發電廠大多數正常狀況下，都會以接近最大功率持續運轉（除了機組逢大修，或是燃料棒抽換，更新等作業），而燃煤發電廠可能在一天的運轉過程中會進行循環，以滿足負載需求。發電廠中，多部發電機組成一部機組，並透過持續操作讓發電機組發電盡可能接近負載尖峰，讓發電機組能夠應用在“合適”的負載峰值上。

## 資料來源
1. 1 2 3   (PDF). 台灣電力公司.   [2016-08-19]. （原始内容存档 (PDF)于2016-06-15）.
2. ↑  pubs.pembina.org/reports/TheBasicsOnBaseload.pdf
3. ↑   (PDF). Stanford University.   [2016-08-19]. （原始内容存档 (PDF)于2013-10-30）.
4. ↑  . EnergyVortex.com.   [2008-08-03]. （原始内容存档于2009-02-15）.
5. ↑  .   [2016-08-19]. （原始内容存档于2017-12-31）.
6. ↑  . renewableenergyworld.com. 2007-10-05  [2008-08-03]. （原始内容存档于2018-07-01）.
7. ↑  Ronald J. Daniels. . Montreal and Kingston: McGill-Queen's University Press. 1996  [2008-08-03]. （原始内容存档于2013-06-03）.
8. ↑  . Rocky Mountain Institute.   [2016-08-19]. （原始内容存档于2016-09-12）.
9. ↑  Nuclear Development, June 2011, page 10 from http://www.oecd-nea.org/ （页面存档备份，存于）
10. ↑   (PDF). OSTI. 2004-10-06  [2016-08-19].

## 外部連結
- Base Load Power Plants - Fundamentals of Electricity - 已失效
- Levelized Costs of Electricity Production by Technology - 已失效
- The Energy Resources and Economics Workbook (.doc) - 已失效